# Independența, Călărași
Independența là một xã thuộc hạt Călărași, România. Dân số thời điểm năm 2002 là 3916 người.